# Zona arqueológica del Roque de Teneguía
La zona arqueológica del Roque de Teneguía se encuentra en el vértice sur de la isla de La Palma (Canarias), en el término municipal de Fuencaliente de La Palma. Se alza en la falda suroeste del volcán de San Antonio, a una cota de 418 metros sobre el nivel del mar y con una altura de unos 80 metros. El roque esta dentro del monumento natural de los Volcanes de Teneguía y es además el único lugar donde crece, en estado silvestre, la cabezuela (Centaurea junoniana), un endemismo palmero en peligro de extinción. Es Bien de interés Cultural desde 1996.

## Descripción
La cota donde el Roque de Teneguía se levanta, forma parte de una estructura volcánica más moderna. Por debajo de este escalón, el terreno desciende casi verticalmente hasta la costa, cubierta de malpaís o campos de lava. 
El Roque de Teneguía es una estructura de formación geológica muy antigua de fonolita haüynica. Su coloración, que a veces brilla en color dorado, destaca del paisaje negro que lo rodea, fruto de las erupciones posteriores. Se sabe que en 1646 el volcán de Tigalate proyectó sobre el término de Fuencaliente masas de lapilli y cenizas que afectaron al Roque y que en 1677 la erupción del volcán de San Antonio lanzó una lluvia de lava y lapilli que cubrió parcialmente el Roque, en su cara oriental.
El Roque de Teneguía estuvo a punto de ser dinamitado para la construcción de un canal o acueducto, con las primeras excavaciones se descubrieron nueve bloques con petroglifos benahoaritas. Gracias a la determinación del arqueólogo don Luis Diego Cuscoy y un grupo de fuencalenteros se consiguió salvar la integridad del roque y poco después, el 29 de octubre de 1971, se produjo la erupción del volcán al que se dio el nombre de Teneguía, por su proximidad al Roque. Esta erupción cegó la zona excavada, pero el yacimiento no fue afectado.
La superficie total del roque es de aproximadamente de 2.000 m², estando su cara oriental totalmente cubierta de grabados rupestres. Se trata de la estación de grabados rupestres más grande de La Palma, ya que cuenta con 85 paneles, siendo superada únicamente por la del Lomo de Tamarahoya VI. Los grabados aparecen agrupados o aislados, y en conjunto forman más de un centenar de temas, constituidos por espirales simples, dobles, y acorazadas, laberintos espiraliformes, meandros, círculos simples, múltiples, óvalos y temas lineales esgrafiados. Muchos temas aparecen superpuestos, habiéndose utilizado para su grabado la técnica picada y por deslascado, desconociéndose actualmente su cronología exacta, a pesar de que se sabe que corresponde a época prehispánica.
Este yacimiento arqueológico, como es el caso en la mayoría de las islas Canarias, ha sufrido desde su descubrimiento de infinidad de agresiones que van desde la desaparición y mutilación de paneles, la realización de grafitos sobre los motivos aborígenes, la imitación de las inscripciones indígenas, el robo de piedras y, sobre todo, el desgaste ocasionado por los visitantes del lugar. La riqueza arqueológica del Roque Teneguía no solo está en sus petroglifos, sino que se trata de un conjunto formado por un yacimiento funerario de cremación, que ya ha sido expoliado; varias cavidades naturales, dónde se descubrió una preciosa vasija de la Fase IVB que está en manos de un coleccionista privado; una zona de sacrificios rituales y una fuente estacional.
Aparte de su gran importancia como zona arqueológica, el Roque fue famoso por su Fuente Santa de aguas termales mineromedicinales que manaban de sus proximidades. El lugar adquirió gran riqueza y auge, gracias a la gran afluencia de enfermos que desde América acudían a curar sus males en la salutífera fuente, la cual fue cegada por las erupciones del siglo XVII y recuperada recientemente a través de excavaciones.

## Galería

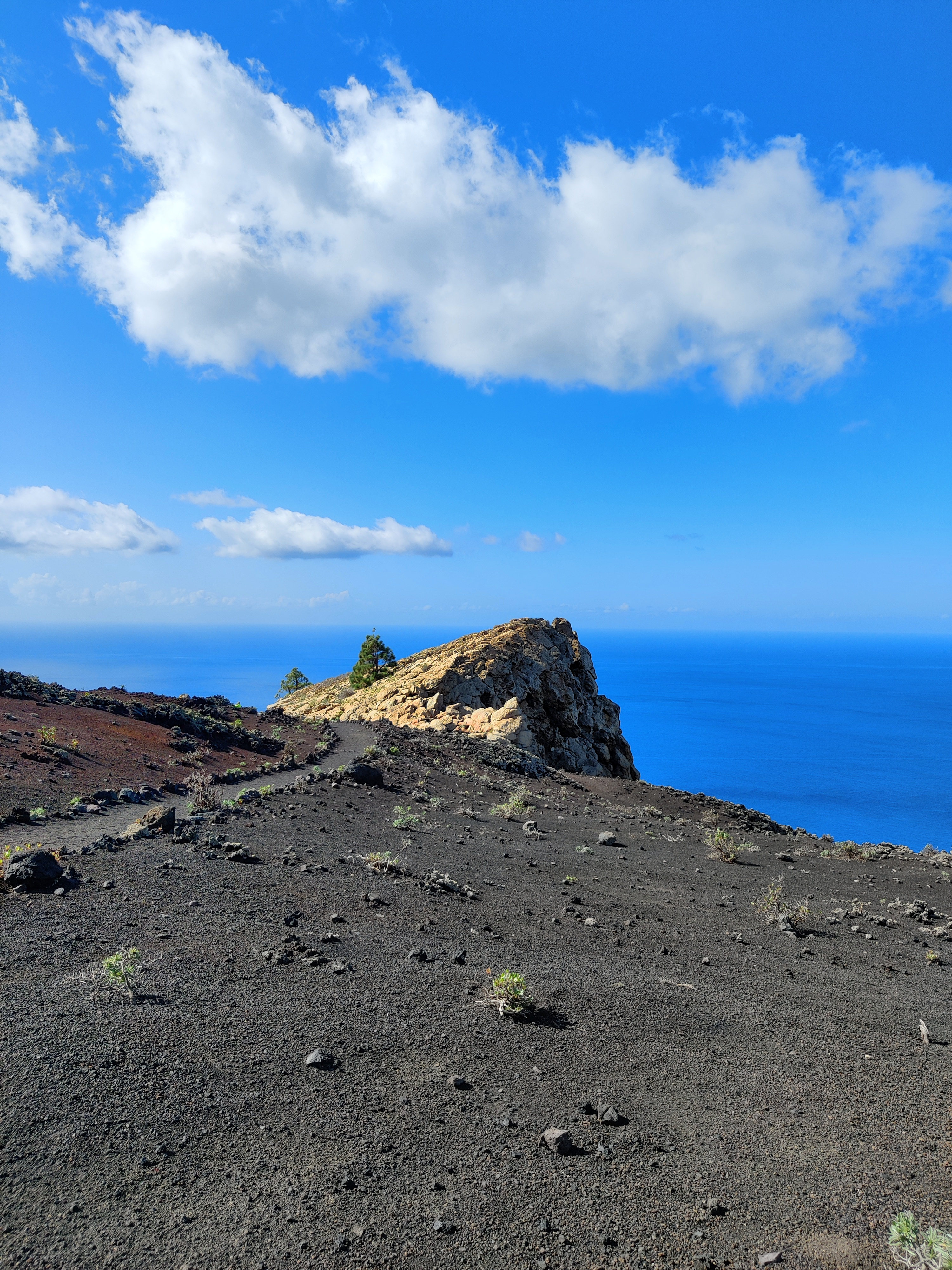
Vista Roque Teneguía.
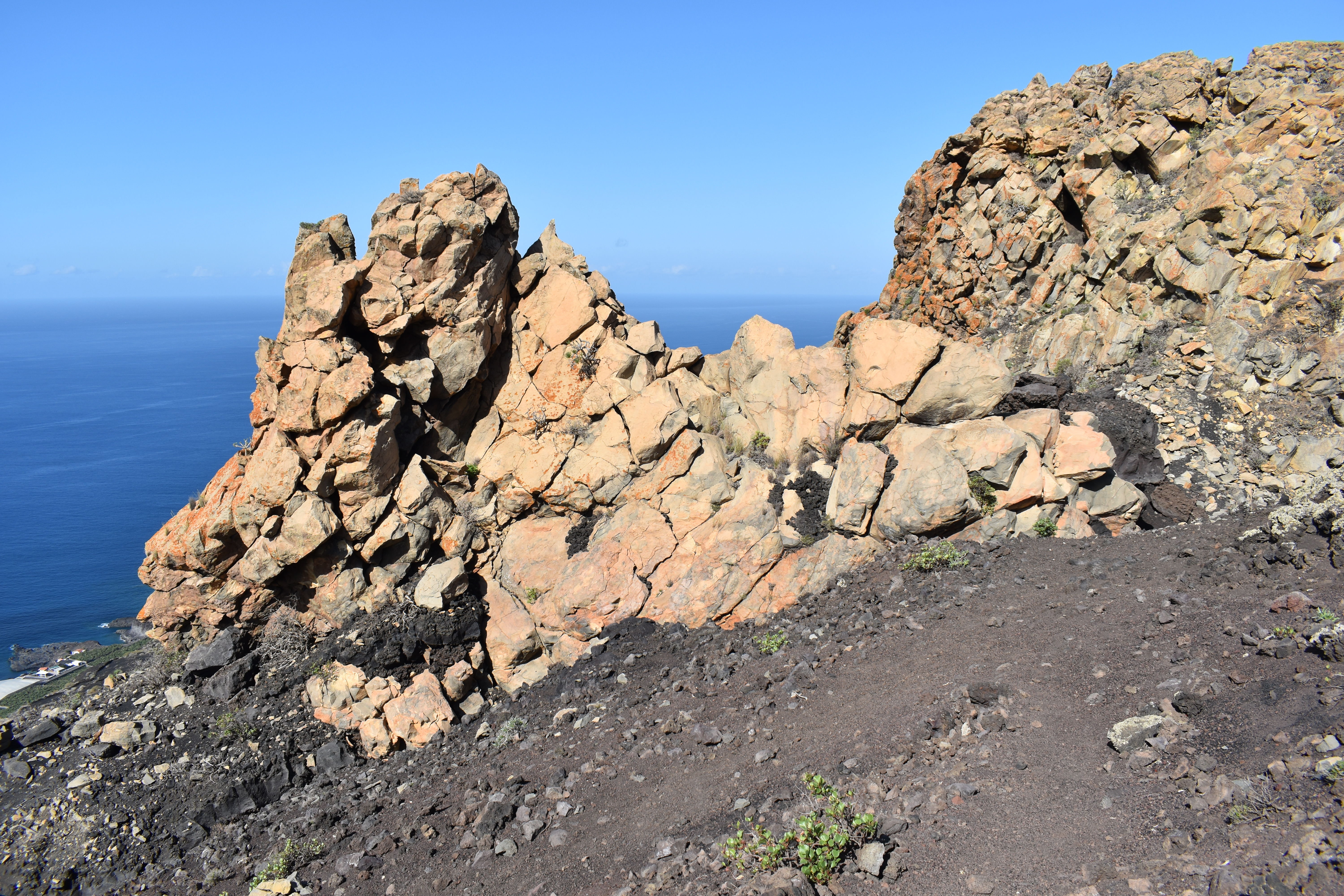
Vista del Roque Teneguía.
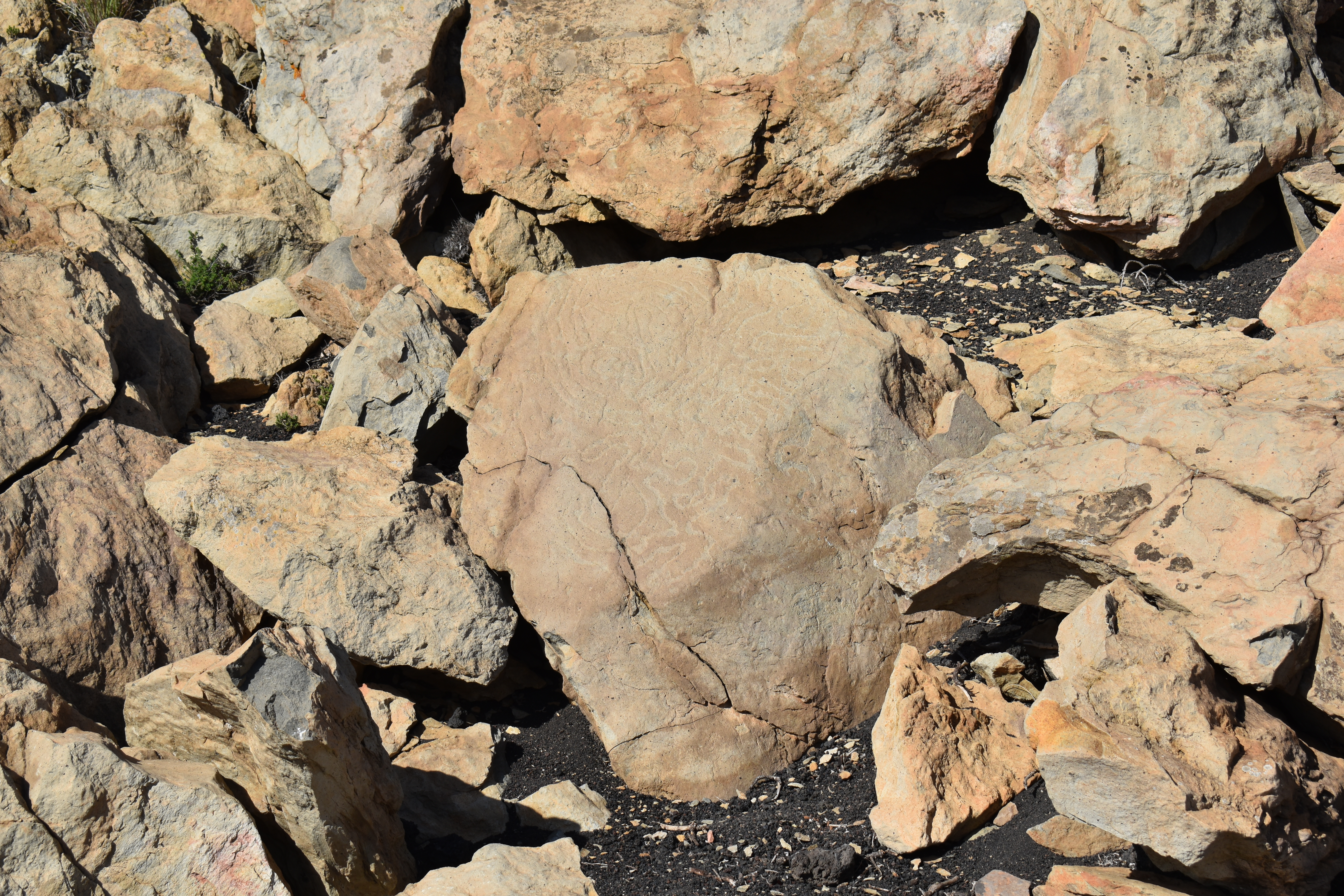
Petroglifos del Teneguía.